# Brachypsyche rara
Brachypsyche rara là một loài Trichoptera trong họ Limnephilidae. Chúng phân bố ở miền Cổ bắc.